# Bitume
Con bitume si intende una miscela di idrocarburi naturali o residuati derivanti dalla distillazione o raffinazione del greggio.

## Tipologie
I bitumi possono essere naturali o artificiali.
I bitumi naturali sono molto diffusi sulla crosta terrestre. Costituiscono in qualche caso il materiale impregnante di molte rocce di tipo sedimentario (arenarie e calcari, e in questo caso si parla di asfalti naturali), oppure si presentano sotto forma di vene o sacche nel sottosuolo o come affioramenti superficiali di estensione variabile, veri e propri laghi alimentati da vene sotterranee. I bitumi naturali si trovano soprattutto in Canada, a Trinidad, nel Venezuela, in Messico, a Cuba, nel Colorado, Palestina e in svariati altri paesi. In Europa i giacimenti più importanti si trovano in Sicilia, specialmente a Ragusa, e in Abruzzo dove però non sono più sfruttati.
I bitumi artificiali o bitumi di petrolio possono sostituire egregiamente quelli naturali anche se presentano rispetto a questi ultimi una minore stabilità a causa di una minore percentuale di asfalteni. Si ottengono dalla distillazione del greggio.

## Caratteristiche chimico-fisiche
Il bitume è una sostanza di colore da bruno a nero, ha consistenza semisolida viscoelastica, è termoplastico, ma non presenta una temperatura di fusione ben definita.
I bitumi sono impermeabili all'acqua, parzialmente solubili in molti solventi organici apolari, quali il benzene, il tetracloruro di carbonio ed il cloroformio e sono completamente solubili in solfuro di carbonio.
All'analisi chimica i bitumi presentano una percentuale in peso di carbonio e di idrogeno intorno rispettivamente all'80% e al 10%. Generalmente si ritiene che non possano esistere due bitumi chimicamente identici, dato che la composizione chimica effettiva dipende dalla composizione del petrolio grezzo da cui deriva (variabile anche nel tempo per un medesimo giacimento), dei processi di raffinazione (e altri) impiegati per produrlo, dalle reazioni che subisce durante il suo utilizzo.
Tramite solubilizzazione frazionata, precipitazione e tecniche cromatografiche è possibile separare un bitume in frazioni più omogenee. La più classica di tali separazioni prevede di comporre il bitume in quattro classi di composti, distinte dalla loro separabilità: saturi, aromatici, resine e asfalteni.
Da un punto di vista strutturale, il bitume può essere visto come una emulsione in cui micelle di asfalteni circondati da resine e aromatici sono disperse in una fase fluida di idrocarburi saturi.
La percentuale di contenuto di zolfo, ossigeno e azoto è assai variabile: lo zolfo, ad esempio, a seconda della provenienza, può variare dall'1% al 10%.
Per ossidazione all'aria e prolungata esposizione agli agenti atmosferici (sbalzi termici, ecc.) il bitume subisce un invecchiamento con decadimento delle sue proprietà. Questo processo consiste essenzialmente in una ossidazione dei componenti oleosi e delle resine asfaltiche; si ha così un aumento del tenore di asfalteni ed il bitume indurisce, perdendo elasticità.

### Separazione per solubilizzazione e cromatografia
Il metodo base per la separazione dei componenti dei bitumi prevede un primo trattamento del bitume con n-eptano. 
- La parte insolubile è costituita principalmente da asfalteni.
- La parte solubile viene invece separata per cromatografia su gel di silice o allumina. 
  - Una prima eluizione con n-eptano porta alla separazione dei componenti saturi
  - Una seconda eluizione con toluene porta alla separazione dei componenti aromatici
  - Una terza eluizione con toluene e metanolo (oppure con tetracloruro di carbonio) porta alla separazione delle resine.

Essendo i bitumi estremamente vari dal punto di vista chimico, la loro classificazione si basa più sulle loro prestazioni fisiche in test controllati e normati dalle agenzie nazionali di standardizzazione. I due test più frequenti sono quelli del punto di rammollimento e del grado di penetrazione.

## Famiglie
Si possono suddividere in:
- petrobitumi, solubili in solfuro di carbonio, tricloroetilene e gasolio
- cherobitumi, insolubili

Nei primi vengono inclusi il petrolio grezzo, l'asfalto naturale, l'ozocerite, l'asfaltite. Nella seconda categoria gli scisti bituminosi, dai quali è possibile estrarre il bitume che può essere utilizzato per produrre petrolio che è raffinabile come un comune greggio naturale.

## Utilizzo

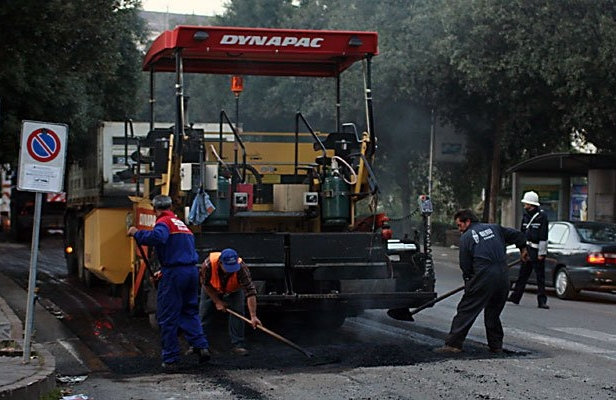
Asfaltatura di una strada

Per le sue proprietà (legante a caldo, impermeabile, isolante), il bitume è largamente usato per pavimentazioni stradali, manti impermeabili, isolamenti elettrici.
A dispetto del nome, il bitume ossidato è il principale componente della catramina, una vernice economica impermeabilizzante e protettiva, utilizzata per proteggere strutture metalliche esposte all'umidità e quindi alla corrosione, e per creare guaine impermeabili su tetti e coperture.
Si parla di bitume come legante dei mattoni nelle costruzioni edilizie babilonesi (la Bibbia, Genesi 11:3). Così era tradizionalmente stata costruita la incompiuta e famosa torre di Babele. Dal bitume si ricava la pece, indispensabile nell'industria navale fin dai suoi albori.

## Bitume modificato
In alcune applicazioni industriali o stradali come piste automobilistiche, aeroporti o autostrade, il bitume viene fatto reagire con dei polimeri solitamente di tipo stirene-butadiene-stirene per ottenere un bitume modificato con caratteristiche elastiche aumentando le sue capacità di legante. La modifica chimico-fisica del bitume comporta quasi sempre un aumento del punto di rammollimento ed un abbassamento del grado di penetrazione.